# Название Португалии

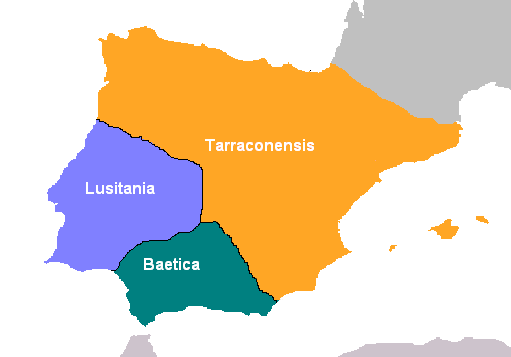
Лузитания на карте Римской Испании после реформы Цезаря Августа в 27 до н. э.

Топоним «Португалия» происходит от латинского названия поселения Portus Cale (дословно: «Порт Кале»), расположенного в устье реки Дуэро, в настоящее время входящего в агломерацию Большого Порту. Примерно в 200 году до нашей эры, когда римляне одержали победу над Карфагеном во Второй Пунической войне, они заняли селение Кале и переименовали его в Portus Cale. В IV—VIII веках местность вокруг селения входила в королевство свевов, а затем в королевство вестготов под названием Portucale. В VII—VIII веках название Portucale трансформировалось в Portugale, а в IX веке этот топоним широко использовался для обозначения области между реками Дуэро и Миньо, протекающей вдоль современной северной границы Португалии с Испанией. В IX веке здесь возникло графство, которое в 1139 (официально — в 1143) году стало Королевством Португалия (порт. Reino de Portugal).
В античности значительная часть территории современной Португалии располагалась на территории древнеримской провинции Лузитания, получившей название от этнонима лузитаны — обитавшего здесь индоевропейского племени, говорившего на лузитанском языке. Начиная с 930—950-х годов старая Лузитания стала именоваться «Португалией», а к концу X века чаще использовалось название Португалия, и многие лузитане уже называли себя португальцами. Фердинанд I Великий официально назвал владения Португалией, когда передал их своему сыну Гарсии в 1067 году. С того времени название Лузитания перестало использоваться в официальных документах. В XI—XII веках топоним Portugale принял форму Portugal.
Что касается этимологии названия селения Кале, значение его точно не выяснено, хотя высказывалось предположение о его кельтском происхождении, как и многих других топонимов в этом регионе. Слово «Кале» в кельтском языке означает «порт», «вход» или «гавань», что указывает на существование в этом месте древнего кельтского порта. В пользу этой гипотезы говорит тот факт, что на гэльском языке слово «гавань» звучит как «cala». Другая теория утверждает, что слово «Кале» происходит от слова Caladunum.
Несомненно, что префикс Portu в слове Portucale происходит от основы Porto — это современное название города Порту, расположенного на месте древнего города Кале в устье реки Дуэро. В английский, а впоследствии и в другие языки это слово вошло через название вина, означавшего «вино из долины Дуэро», расположенной вокруг Порту.